# Illtud
Illtud (Illtyd, Eltut, Hildo, Illtud Farchog o Illtud el Caballero, en latín, Hildutus) venerado como el maestro abad de la escuela de teología, Cor Tewdws, ubicada en Llanilltud Fawr (Llantwit Major) en Glamorgan, Gales. Fundó el monasterio y la universidad en el siglo VI, y se cree que la escuela es el primer centro de aprendizaje de Gran Bretaña.  En su apogeo, tuvo más de mil alumnos y educó a muchos de los grandes santos de la época, como David de Gales,  Sansón de Dol, y el historiador Gildas.

## Hagiografía
Illtud era popular entre los antiguos celtas, pero hay pocas fuentes confiables sobre la historia de su vida. La primera mención de Illtud se encuentra en la Vita Sancti Sampsonis, escrita en Dol, Bretaña, alrededor del 600. Según este relato, Illtud fue discípulo del obispo Germán de Auxerre en el centro-norte de Francia. Según la biografía de Sansón, Illtud era el más consumado de todos los británicos y estaba muy versado en las escrituras del Antiguo y Nuevo Testamento, así como en todo tipo de filosofía, incluida la geometría, la retórica, la gramática y la aritmética. También estaba "dotado con el poder de predecir eventos futuros". Parece que era un británico educado que vivió poco después de la partida de Roma de Occidente.
Según la Vida de San Illtud, escrito alrededor de 1140, Illtud era hijo de un príncipe bretón y primo del rey Arturo. Según esta Vida, los padres de Illtud lo tenían previsto para el servicio en la iglesia y lo educaron en literatura para este propósito. Sin embargo, abandonó su educación religiosa y optó por seguir una carrera militar. Tomó una esposa llamada Trynihid y se convirtió en soldado en el oeste de Gran Bretaña (ahora Gales), al servicio primero del rey Arturo y luego del rey Poulentus. Como resultado de esto, a veces se le llama Illtud el Caballero. Una tarde, se llevó una partida de caza a las tierras de Cadoc. El grupo envió un mensaje al abad, exigiendo que el abad los alimentara. El abad consideró que su demanda era muy grosera e inapropiada, pero gentilmente les ofreció una comida de todos modos. Antes de que pudieran disfrutar de la comida, el suelo se abrió y se tragó a todo el grupo como castigo por su impiedad. Solo Illtud se salvó, y fue a San Cadog de rodillas, pidiendo perdón por su acto pecaminoso. El abad le dijo que abandonara sus costumbres egoístas y volviera a su educación religiosa. Inspirado, Illtud renunció a su esposa y se convirtió en ermitaño en el Valle de Glamorgan (un detalle matrimonial que se consideró dudoso).
Illtud ayudó a ser pionero en la vida monástica de Gales al fundar un monasterio en lo que ahora es Llantwit Major. Esta se convirtió en la primera gran escuela monástica de Gales y fue un centro del cristianismo celta en la Britania posromana. Se calcula que los propios alumnos de Illtud incluyeron siete hijos de príncipes y eruditos británicos como San Patricio, Paulino de Gales, Taliesin, Gildas y Sansón de Dol. También se cree que San David pasó algún tiempo allí.

## Culto y veneración
La fiesta y conmemoración de San Illtud se celebra el 6 de noviembre, pero el gran perdón de Ildut en Locildut en Bretaña se lleva a cabo el último domingo de julio. Según la leyenda, Illtud fue enterrado al oeste de la ciudad de Brecon, en la iglesia de Llanilltud (a veces llamada Capel Illtud, que fue demolida a finales del siglo XX), en un tramo de páramo conocido como Mynydd Illtud. Cerca de esta iglesia, hay un monumento megalítico llamado Bedd Gwyl Illtyd, o la "Tumba de la víspera de San Illtud". Hasta hace relativamente poco tiempo, Illtud era honrado por la práctica de "observar" (vigilar) esta piedra antes de su festival.
La Vida cuenta que la campana de Illtyd fue recuperada de los ejércitos del rey Edgar el Pacífico y de Illtyd que protegió a su pueblo contra el pueblo de Yr Hen Ogledd en la época de Guillermo el Conquistador. También hay una cruz, probablemente del siglo IX, con la inscripción: SAMSON POSUIT HANC CRUCEM PRO ANIMA EIUS ILITET SAMSON REGIS SAMUEL ERISAR - "Sansón colocó aquí su Cruz para su alma, para el alma de Illtud, Sansón, Rhain, Sawyl y Ebisar ".
No hay evidencia formal de un culto a Illtyd que haya sobrevivido antes del siglo XI. Sin embargo, en los países celtas son los nombres de los lugares los que más nos dicen sobre la existencia y veneración de los santos durante los tiempos más antiguos. La ciudad de Llanilltud Fawr (Llantwit Major) donde se encuentra la universidad de Illtud, por supuesto, lleva su nombre (en galés: recinto de la iglesia llan + Illtud + mawr great. Literalmente, la gran iglesia de Illtud), y fue el centro principal del culto de St Illtud. En Glamorgan, muchas iglesias están dedicadas a él, en primer lugar la iglesia de San Illtud, Llantwit Major, que se encuentra en lo que se cree que fue el sitio del monasterio. Muchos otros lugares se le dedican es porque pertenecieron al monasterio de Llantwit. Cerca de Llantwit se encuentran los pueblos de Llantrithyd, Llantwit Fardre y Llantrisant y en Newcastle y Bridgend las iglesias están dedicadas a San Illtud. En Brecknockshire, la iglesia de Llanhamlach al este de Brecon está dedicada a él, y se encuentra al sur de una tumba megalítica llamada Ty Illtud, que fue un lugar de peregrinaje medieval, las paredes interiores de la tumba con cruces incisas. Se cree que la tumba fue un retiro del santo, al igual que un monumento megalítico similar Roc'h Ildut cerca de Coadut (Coat Ildut / Coed Illtud / Illtud's Wood) en Bretaña, demolido en el siglo XIX. Los tres santos de Llantrisant fueron Illtud, Gwynno y Tyfodwg. En Merthyr Tudful hay pozos sagrados de Gwynno e Illtud. Al oeste de Brecon, la iglesia de Llanilltud se encuentra en una montaña conocida como Mynydd Illtud. Las dedicaciones en Gower y sus alrededores incluyen Ilston, anteriormente Llanilltud Gwyr, Oxwich, un pozo sagrado de San Iltut en Llanrhidian, Llanilltud Fach o Llantwit-juxta-Neath y Pen-bre. Una iglesia del siglo XIII en Caldey Island, Pembrokeshire, está dedicada al santo. En Gales del Norte, hay un Llanelltyd cerca de Dolgellau. En Bretaña, hay aproximadamente 24, si se incluyen otros topónimos como Aberildut; en gran parte confinado a las antiguas diócesis de Leon, Treguier y Vannes, con pequeños valores atípicos en la región de Saint Malo, originalmente en la diócesis de su alumno Sansón.
La lista de 1603 de John Stowe de los obispos de Londres incluye un "Iltuta" que a veces se combina con Illtud.

## Conexiones artúricas
Según la Vida de San Illtud del siglo XII, el padre de Illtud era Bicanus, un príncipe bretón menor, y su madre era Rieingulid, una princesa hija de Anblaud, rey de Lesser Britain (Brittany). Probablemente esté destinado a ser Ewyas, un área en la frontera Herefordshire-Monmouthshire, que conserva muchos recuerdos de la familia de Arturo e Illtud. Se alegaba que era primo del legendario rey Arturo, que le servía como joven soldado.
Un documento medieval galés nombra a Illtud, en sus días de caballero, como uno del triunvirato, junto a Cadoc y Peredur, a quien el rey Arturo le dio la custodia del Santo Grial. Sobre esta base, algunos estudiosos han intentado identificar al Caballero Illtud con Sir Galahad.